# Anthonius Krieger (kabinetssekretær)
 Der er flere personer med dette navn, se Anthonius Krieger.
Anthonius Michael Napoleon Krieger (født 11 juli 1858 i Silkeborg, død 5. januar 1940 i København) var en dansk embedsmand og kammerherre. Han var søn af generalmajor Johan Cornelius Krieger. 
Krieger tog juridisk embedseksamen 1880, blev 1883 ansat i Indenrigsministeriet, hvor han 1898—1910 var departementschef, og kaldtes derpå til stillingen som kongens kabinetssekretær; han udnævntes 1911 til ordenssekretær, har deltaget meget i velgørenhedsarbejde, blandt andet som en energisk formand i forretningsudvalget for Børnehjælpsdagen.
Han er begravet på Holmens Kirkegård.